# Härjedalen (Gemeinde)
Koordinaten: 62° 2′ N, 14° 21′ O

Härjedalen ist eine Gemeinde (schwedisch kommun) in der schwedischen Provinz Jämtlands län. Sie setzt sich überwiegend aus der historischen Provinz Härjedalen, aber auch zu kleinen Teilen aus  Hälsingland und Dalarna zusammen. Der Hauptort der Gemeinde ist Sveg. Weitere Orte sind Funäsdalen, Hede, Lillhärdal, Norr-Hede, Ulvkälla, Vemdalen, Ytterhogdal und weitere kleinere Orte. Durch Härjedalen führen die Europastraße 45 und die Reichsstraße 84 sowie die Inlandsbahn.

## Geographie

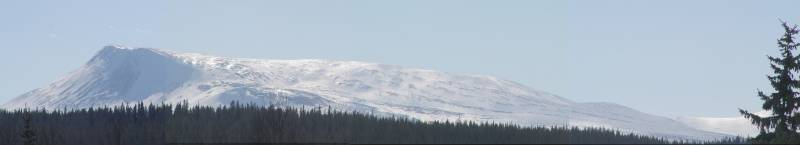
Sonfjället

Die Gemeinde, die zu den flächenmäßig größten Schwedens gehört, grenzt an Norwegen und liegt zum größten Teil im Skandinavischen Gebirge. Sie erstreckt sich etwa 180 Kilometer entlang des Flusses Ljusnan und hat eine maximale Ausdehnung von 110 Kilometern in nordöstlicher Richtung. Der Hauptort Sveg liegt im Osten der Gemeinde. Im Zentrum der Gemeinde befindet sich der Nationalpark Sonfjället, Lebensraum u. a. für den Braunbär. Einige Kilometer nördlich davon liegt das Fremdenverkehrszentrum Vemdalen und im Hochgebirge nahe der norwegischen Grenze Funäsdalen.

## Wirtschaft
Der wichtigste Wirtschaftszweig der Gemeinde ist der Fremdenverkehr. Vemdalen, Lofsdalen und das Hochgebirge sind die wichtigsten Fremdenverkehrsgebiete. Auch die Forstwirtschaft, der traditionelle Wirtschaftszweig der Gemeinde, ist von einiger Bedeutung, während die Industrie mit etwa 13 % der Beschäftigten nur eine untergeordnete Rolle spielt.

## Persönlichkeiten
- Elsa Fermbäck (* 1998), Skirennläuferin